# Noeasy
Noeasy (стилізується як NOEASY) — другий студійний альбом південнокорейського гурту Stray Kids. Він вийшов на цифрових платформах та фізичних носіях 23 серпня 2021 JYP Entertainment та розповсюджений компанією Dreamus. У продюсуванні альбому брали участь 3Racha, продюсерська команда Stray Kids. До Noeasy увійшло чотирнадцять композицій, включаючи попередні сингли «Wolfgang» та «Mixtape: 애». За перший день було продано 355,946 копій альбому та 641,589 у перший тиждень за даними Hanteo.
За перші 24 години альбом очолив чарти альбомів iTunes у США, а також 40 закордонних чартів, включаючи Австралію, Німеччину та Іспанію. Загалом заголовна композиція «Thunderous» очолила чарти у 52 країнах.

## Просування

### До релізу
Після перемоги на реаліті-шоу від Kingdom: Legendary War, релізу нової композиції «Wolfgang» для фінального раунду цього ж шоу, а також релізу «Mixtape: 애» в рамках Mixtape Project, 29 червня 2021 SpoTV News, Південної Кореї повідомили, що Stray Kids випустять альбом наприкінці серпня та проведуть «тиждень Kingdom» — приз, який вони отримали у якості перемоги на шоу. Пізніше JYP Entertainment підтвердили, що група готує новий альбом, проте вони ще не визначились із його форматом. Хьонджин, який з кінця лютого був на перерві від групової діяльності, також братиме участі у рекламних акціях нового альбому. 22 липня 2021 на YouTube каналі JYP Entertainment був опублікований трейлер до майбутнього альбому, який містив у собі інформацію про дату виходу альбому, 23 серпня 2021.
Перш ніж був опублікований трейлер Stray Kids випустили своє онлайн-шоу SKZ Camp Song: Howl in Harmony (укр. «SKZ пісенний табір: вой у гармонії») на початку липня. Шоу мало концепт пісенного табору, яке показувало процес створення своїх композицій у юнітах. Учасники розділилися на три команди: Quokka Bbang Daengi (Хан, Синмін, Ай'Ен) з баладою «Gone Away», Yeoreum Wangja (Лі Ноу, Чанбін, Фелікс) із літньою композицією «Surfin'» та Bekka Wang (Бан Чан, Хьонджин) із «강박 (Red Lights)». Окрім цього, трек «Sorry, I Love You» учасники трохи проспойлерили на трансляції Chan's Room у V LIVE, у квітні цього року, а «The View» — у кадрах музичного відео до треку «Mixtape: 애», який був опублікований наприкінці червня.
У ході промоцій до виходу альбому Stray Kids представили групові, командні та індивідуальні фото тизери, та вісім відео з Unveil до композицій, що увійшли до альбому.
17 серпня 2021 року стало відомо, що попередні замовлення альбому перевищили 830,000 копій, а в день релізу цей показник сягнув 930,000, побивши їх попередній рекорд у 300,000 копій з In Life.
| | |                                                                                     | | | | |
| Ексклюзивний трейлер зі знімання промо до альбому Noeasy «Thunderous»                                                                        | Публікація Unveil до треку «Cheese»                                                                       | Публікація індивідуальних тизер-фото (Тип А): Бан Чан, Лі Ноу, Чанбін, Хьонджин     | Публікація індивідуальних тизер-фото (Тип А): Хан, Фелікс, Синмін, Ай'Ен                                     | Публікація Unveil до юнітного треку Бан Чана і Хьонджина «강박 (Red Lights)»                        | Публікація групового тизер-фото (Тип А)                                                             | Публікація Unveil до юнітного треку Хана, Синміна і Ай'Ена «Gone Away»                                                  |
| 2 серпня | 3 серпня                                                                                                  | 4 серпня                                                                            | 5 серпня | 6 серпня                                                                                            | 7 серпня                                                                                            | 8 серпня |
| Публікація індивідуальних тизер-фото (Тип В): Бан Чан, Лі Ноу                                                                                | Публікація індивідуальних тизер-фото (Тип В): Чанбін, Хьонджин                                            | Публікація Unveil до юнітного треку Лі Ноу, Чанбіна і Фелікса «Surfin’»             | Публікація індивідуальних тизер-фото (Тип В): Хан, Фелікс Публікація трек-листа альбому Noeasy               | Публікація індивідуальних тизер-фото (Тип В): Синмін, Ай'Ен                                         | Публікація Unveil до треку «Domino»                                                                 | Публікація індивідуальних тизер-фото Stray Kids (Тип C)                                                                 |
| 9 серпня | 10 серпня                                                                                                 | 11 серпня                                                                           | 12 серпня | 13 серпня                                                                                           | 14 серпня                                                                                           | 15 серпня |
| Публікація Unveil до треку «좋아해서 미안 (Sorry, I Love You)»                                                                               | Публікація групових (Тип В, С) та парних (Тип В) тизер-фото Прямий ефір на Mnet шоу KingdomWeek: NO+ EP.1 | Публікація Unveil до треку «The View» Прямий ефір на Mnet шоу KingdomWeek: NO+ EP.2 | Публікація Unveil до треку «말할 수 없는 비밀 (Secret Secret)» Прямий ефір на Mnet шоу KingdomWeek: NO+ EP.3 | Публікація першого тизеру до головного треку «소리꾼» Прямий ефір на Mnet шоу KingdomWeek: NO+ EP.4 | Публікація другого тизеру до головного треку «소리꾼» Прямий ефір на Mnet шоу KingdomWeek: NO+ EP.5 | Публікація тизеру перформанс відео до головного треку «소리꾼» SKZOO ver. Прямий ефір на Mnet шоу KingdomWeek: NO+ EP.6 |
| 16 серпня | 17 серпня                                                                                                 | 18 серпня                                                                           | 19 серпня | 20 серпня                                                                                           | 21 серпня                                                                                           | 22 серпня |
| Реліз другого студійного альбому NOEASY Публікація музичного відео до головного треку «소리꾼» Прямий етер на Mnet шоу KingdomWeek: NO+ EP.7 | |                                                                                     | | | | |
| 23 серпня | |                                                                                     | | | | |

### Після релізу
Stray Kids повернулися з альбомом Noeasy у сьомому епізоді шоу KingdomWeek: NO+. Вони вперше показали виступи до заголовної композиції «Thunderous», «The View» та «Wolfgang» із нового альбому. Окрім цього Stray Kids виконали «Grow Up» із дебютного альбому I Am Not.
У день релізу альбому було опубліковане музичне відео до заголовної композиції «Thunderous» на YouTube каналі JYP Entertainment, а 24 серпня вийшло відео із реакцією учасників гурту на кліп. 26 та 29 серпня були опубліковані відео зі знімання музичного відео. 1 вересня вийшла танцювальна практика до заголовної композиції.
2 вересня було опубліковано відео зі знімання трейлеру до альбому. Повне відео до «The View» вийшло наступного дня, а залаштункове відео зі знімання — 9 вересня. 8 вересня було опубліковано відео до композиції «Sorry, I Love You». Відео до першої композиції альбому «Cheese» вийшло 10 вересня, а залаштункове — 16 вересня.
Музичні відео до композицій «Red Lights» за участі Бан Чана, Хьонджина, «Surfin'» за участі Лі Ноу, Чанбіна, Фелікса та «Gone Away» за участі Хана, Синміна, Ай'Ена були опубліковані 13, 15 та 17 вересня, відповідно. А залаштункове відео зі знімання цих кліпів вийшло 22 вересня.
23 вересня було опубліковано відео до композиції «Secret Secret».

### Виступи на музичних шоу
Stray Kids впродовж наступних трьох тижнів (26 серпня — 12 вересня) просували свій альбом на південнокорейських музичних шоу. В перший тиждень вони виступали з «Thunderous» на M Countdown, Music Bank, Show! Music Core, Inkigayo, та Show Champion, у якості другої композиції для промоцій Stray Kids виступали з «The View» (крім Music Bank) і «Secret Secret» в другий тиждень на Show Champion.
З 24–26 вересня гурт повернувся і виступив на Music Bank, Show! Music Core та Inkigayo з композицією «Domino».

## Про альбом Noeasy

### Про назву альбому та концепт
Ми [Stray Kids] насправді вважаємо, що термін "noise music" (укр. галаслива музика) – це те, що ми можемо використати як свою зброю.— Бан Чан про назву для альбому, Teen Vogue
Назва альбому Noeasy — це гра слів англ. «noisy» ― укр. «шумний», «галасливий», яка описує хибне уявлення про музику, яку група створювала як «галасливу музику» так і англ. «no easy» — укр. «непросту», про перешкоди та падіння у житті. Лідер гурту Бан Чан в інтрев'ю для кількох видань говорив: «Це (Noeasy) означає, що ми хочемо залишити гучний вплив на світ своєю музикою». Синмін також додав: «Сенс (Noeasy) виглядає приблизно так: „Життя непросте через настирливих людей, які говорять нам робити так чи інше, але ми — Stray Kids, і ми не відступимо від свого“. …»
Тривалість альбому Noeasy сорок шість хвилин та тридцять п'ять секунд і він складається із чотирнадцяти композицій різних музичних жанрів, таких як хіп-хоп, EDM, балада та R&B. Усі композиції переважно були написані продюсерською командою 3Racha, учасниками гурту та виробничою командою Stray Kids, всі вони вказані в кредитах до композицій. Крім того, багато корейських та закордонних авторів пісень брали участь у створенні пісень для альбому, такі як Versachoi, Krysta Youngs, HotSauce та інші.

### Про композиції
1. «Cheese»[b] (укр. «сир») є треком із сильним рок-звучанням, веселою енергією та звуками грубого бас-синтезатора. Stray Kids використовують слово «cheese» не тільки у значенні «сир», але як фразу, що ми часто використовуємо, коли нас просять посміхнутися для фотографії. Крім того, в трекові є відсилання на треки з попередніх альбомів.[19]
2. «소리꾼 (Thunderous)» (укр. — «грім», «громовий») — це історія сильної волі Stray Kids співати власними голосами так, як їм подобається, вони будуть дотримуватись своїх власних принципів, хто б що не говорив. Корейська назва «sori-kkun» (хан. «소리꾼») означає «співак (пансорі)», також вона має ще одне значення «jansori-kkun» (хан. «잔 소리꾼») означає «притискач». У трекові поєднується багато різних звуків, таких як традиційна корейська музика (кугак), мідні інструменти та чуймсаї.[f][36]
3. «Domino»[b] (укр. «доміно») — подібно ефекту доміно, падіння першого доміно викликає падіння усіх інших, так і у трекові з першого звуку (дзвінка у двері) Stray Kids змусять нас слідувати за ними, як тільки ми чуємо гук на початку.[26]
4. «씩 (Ssick)»[b] (кор. «씩» — укр. «кожен», англ. «ssick» — укр. «хворий») — «씩» має таку ж вимову, як і англ. «ssick», лірика демонструє сильне почуття честолюбства та гордість Stray Kids, а також нову чарівність, надто «хворобливу» та достатньо привабливу аби її торкнутися. Композиція у стилі хіп-хіп з сильним звучанням EDM.[67]
5. «The View» (укр. «вид») — композиція сповнена «надії та зцілення», знімає розчарування у не простому минулому та допомагає відчути бадьорість у майбутньому, дивлячись на «вид», пейзаж широкого зеленого простору.[30]
6. «좋아해서 미안 (Sorry, I Love You)» (укр. «Вибач, ти мені подобаєшся») — це балада з елементами бурхливого ритму хіп-хопу, емоційним репом та вокалом і захопливою мелодією гуку. Лірика виражає почуття провини стосовно друга в момент, коли з'являється бажання бути більше ніж просто друзі.[28]
7. «Silent Cry» (укр. «тихий плач») трек, що може дати втіху тим, хто втомився від важкого світу і не може говорити своїм власним голосом. Це сучасна рок-композиція з ліричною мелодією.[67]
8. «말할 수 없는 비밀 (Secret Secret)» (укр. — «таємницю не розкрити», «секрети, які неможливо розповісти») — у кожного є секрети, які ніхто не хоче розкривати, а інколи просто не може. Проливний дощ може змити всі секрети, тривоги, біль та допоможе відчути себе вільним, просто «відпусти їх з посмішкою» просто варто «стрясти всі свої турботи, кидаючи їх під проливний дощ».[31]
9. «Star Lost» (укр. «загублена зірка») — це композиція розповідає історію героя, що знаходиться у пастці темряви та відчуває неймовірну самотність, він намагається знайти рятівне «світло», аби позбутися гнітючого відчуття спустошеності. Попри труднощі, він сповнений рішучості знайти те у пошуку чого знаходиться, «Земля кругла незалежно від того де ти знаходишся я вірю, що знайду тебе».[67]
10. «강박 (Red Lights)» за участі Бан Чана, Хьонджина (у перекладі з кор. «강박» означає «примус», а варіант англ. «red lights» — укр. «червоні вогні») — у трекові представлена конфронтація з іншим «Я», яке стає одержимим своєю оригінальною версією, і це «Я» просто не спроможне залишити оригінал. Учасники Stray Kids вперше показують себе у такому відвертому та дорослому концепті.[12]
11. «Surfin'» за участі Лі Ноу, Чанбіна, Фелікса (укр. «серфінг») має яскравий ритм та мелодію, які нагадують прохолодне море. Це захоплива композиція з літньою атмосферою, яка підійде для тих, хто хоче вилікувати свій втомлений розум від нудного, задушливого та спекотного повсякденного життя.[11]
12. «Gone Away» (Хан, Синмін, Ай'Ен) (дослівний переклад на укр. «пішов геть», але тут мається на увазі «відпустити почуття») — це балада з емоційним топлайном[g], дивовижною мелодією та неймовірною синергією гармонії трьох голосів. У ліриці розповідається про нерозділене кохання, яке потрібно відпустити, хоч як би боляче не було.[10]
13. «Wolfgang»[b] (англ. — «wolf gang», укр. — «вовча банда») — назва має два значення: перше, «Wolfgang», як ім'я австрійського композитора Вольфганга Амадея Моцарта; друге, «вовча банда». Stray Kids порівнюють свою роботу у групі зі звичкою вовків полювати у зграї, так вони демонструють згуртований, міцний зовнішній вигляд та нещадний образ перед їхньою спільною метою, а саме бажання перемогти своєю музикою та прагнення очолити музичний світ. Вперше трек вийшов для шоу Kingdom: Legendary War від Mnet на фінальному етапі у версії ОТ7[h], тоді один з учасників не брав участі у шоу, ця версія від ОТ8.[h][67]
14. «Mixtape: 애 (Oh)» (укр. «дитина») — сингл з проєкту Mixtape Project, який був опублікований раніше наприкінці червня. Коли ти не можеш належним чином розповісти про свої почуття перед людиною, що тобі подобається, почуваєшся дитиною. Це пісня середнього темпу з електропопом та ритмами реггетону.[67]

## Формати

### Фізичний
Stray Kids випустили Noeasy у чотирьох різних фізичних версіях: LIMITED ver., стандартна версія (у двох дизайнах) 23 серпня 2021 року, цифровий альбому та мізичне відео до заголовної композиції вийшли того ж дня. 30 серпня, через тиждень після офіційного релізу альбом вийшов у JEWEL CASE ver.
| Стандарт                 | LIMITED ver.                | Попереднє замовлення          | JEWEL CASE ver. | Попереднє замовлення до JEWEL CASE ver. |
| ------------------------ | --------------------------- | ----------------------------- | --------------- | --------------------------------------- |
| ● Зовнішня коробка       | ● Зовнішня коробка          | ● Плакат                      | ● Фотокнига     | ● Плакат                                |
| ● Фотокнига              | ● Фотокнига                 | ● Спеціальна міні фотокнига   | ● CD-R диск     | ● Фотокартка (версія у рамці)           |
| ● CD-R диск              | ● CD-R диск                 | ● Фотокартка (версія у рамці) | ● Фотокартка    | ● Спеціальна міні фотокнига             |
| ● Книга з лірикою треків | ● Книга з лірикою треків    |                               |                 |                                         |
| ● Наліпки                | ● Наліпки                   |                               |                 |                                         |
| ● Плакат, складений      | ● Плакат, складений         |                               |                 |                                         |
| ● Дві фотокартки         | ● Дві фотокартки            |                               |                 |                                         |
| ● Двостороння фотокартка | ● Двостороння фотокартка    |                               |                 |                                         |
|                          | ● Одна NOEASY pop-up картка |                               |                 |                                         |
|                          | ● Набір фотокарт            |                               |                 |                                         |

### Цифровий реліз
| ● Цифрова обкладинка  |
| ● Сім цифрових треків |

## Список треків та всіх кредитів до них
Кредити до пісень були взяті з сайту MelOn.
| #     | Назва                                   | Автор слів                    | Автор музики                                                        | Аранжування                         | Тривалість |
| ----- | --------------------------------------- | ----------------------------- | ------------------------------------------------------------------- | ----------------------------------- | ---------- |
| 1.    | «Cheese»                                | 3Racha                        | 3Racha Versachoi                                                    | Versachoi                           | 3:02       |
| 2.    | «소리꾼 (Thunderous)»                   | 3Racha                        | 3Racha HotSauce                                                     | HotSauce Бан Чан (3Racha)           | 3:03       |
| 3.    | «Domino»                                | 3Racha                        | 3Racha Versachoi                                                    | Versachoi Бан Чан (3Racha)          | 3:19       |
| 4.    | «씩 (Ssick)»                            | 3Racha                        | 3Racha ByHVN (153/Joombas)                                          | ByHVN (153/Joombas Бан Чан 3Racha ) | 3:10       |
| 5.    | «The View»                              | 3Racha                        | 3Racha TELYKast Krysta Youngs                                       | TELYKast Бан Чан (3Racha)           | 3:22       |
| 6.    | «좋아해서 미안 (Sorry, I Love You)»     | Чанбін (3Racha)               | Чанбін (3Racha) Millionboy                                          | Millionboy Бан Чан (3Racha)         | 2:58       |
| 7.    | «Silent Cry»                            | 3Racha                        | 3Racha Hong Ji-sang                                                 | Hong Ji-sang                        | 3:30       |
| 8.    | «말할 수 없는 비밀 (Secret Secret)»     | Хан (3Racha)                  | JINBYJIN Хан (3Racha) Moa «Cazzi Opeia» Carlebecker Gabriel Brandes | JINBYJIN                            | 3:35       |
| 9.    | «Star Lost»                             | 3Racha earattack 깔로스       | earattack DaviDior                                                  | DaviDior earattack                  | 3:35       |
| 10.   | «강박 (Red Lights) (Бан Чан, Хьонджин)» | Бан Чан (3Racha) Хьонджин     | Бан Чан (3Racha) Хьонджин                                           | Бан Чан (3Racha) Versachoi          | 3:10       |
| 11.   | «Surfin’ (Лі Ноу, Чанбін, Фелікс)»      | Чанбін (3Racha) Лі Ноу Фелікс | Чанбін (3Racha) Лі Ноу Фелікс Versachoi                             | Versachoi                           | 3:11       |
| 12.   | «Gone Away (Хан, Синмін, Ай'Ен)»        | Хан (3Racha) Синмін Ай'Ен     | Хан (3Racha) Синмін Ай'Ен Armadillo Gump                            | Armadillo Gump                      | 4:01       |
| 13.   | «Wolfgang»                              | 3Racha                        | 3Racha Versachoi                                                    | Versachoi Бан Чан (3Racha)          | 3:11       |
| 14.   | «애»                                    | 3Racha                        | 3Racha Kobee Holy M                                                 | Kobee Holy M                        | 3:33       |
| 46:35 |                                         |                               |                                                                     |                                     |            |

Запис та управління
- Оригінальне видання
  - JYP Publishing (KOMCA)
  - 153/Joombas Music Publishing (трек 4)
  - Trevor Klaiman Music (BMI) (трек 5)
  - Kyle M T Music (ASCAP) (трек 5)
  - Linus AK Music (ASCAP) (трек 5)
  - Petal Rock Publishing (ASCAP) (трек 5)
  - Copyright Control (треки 6, 9, 12)
  - EKKO Music Rights Europe (powered by CTGA) (трек 8)

- Підвидання
  - JYP Publishing (KOMCA) (треки 5, 8)
  - Fujipacific Music Korea Inc. (трек 5)
  - Copyright Control (трек 5)
  - EKKO Music Rights Europe (powered by CTGA) (трек 8)

- Запис
  - JYPE Studios (всім треки, крім 10)
  - Jisang's Studio (трек 7)
  - Channie's Room (трек 10)
- Зведення
  - Studio DDeepKICK (треки 1, 3)
  - Chapel Swing Studios (Valley Glen) (треки 2, 13)
  - 821 Sound (треки 4, 6)
  - KLANG Studio (трек 5)
  - GLAB Studios (трек 7)
  - JYPE Studios (треки 8, 9, 10, 11, 12, 14)
- Освоєння
  - 821 Sound Mastering (всі треки, крім 13)
  - Sterling Sound (трек 13)

Особисті
- Бан Чан (3Racha) — лірика (всі треки, крім 6, 8, 11, 12), музика (всі треки, крім 6, 8, 9, 11, 12), аранжування (треки 2, 3, 4, 5, 6, 10, 11), всі інструменти (треки 3, 6, 10), беквокал (треки 5, 7, 8, 9, 13, 14), запис (трек 10)
- Чанбін (3Racha) — лірика (всі треки, крім 8, 10,12), музика (всі треки, крім 8, 9, 10, 12), беквокал (5, 7, 13, 14)
- Хан (3Racha) — лірика (всі треки, крім 6, 10, 11), музика (всі треки, крім 6, 9, 10, 11), беквокал (треки 5, 7, 8, 9, 13, 14 ), режисер вокалу (трек 8)
- Лі Ноу — лірика (трек 11), музика (трек 11), беквокал (треки 5, 7)
- Хьонджин — лірика, музика (трек 10), беквокал (треки 5, 7)
- Фелікс — лірика, музика (трек 11), беквокал (треки 5, 7, 14)
- Синмін — лірика, музика (трек 12), беквокал (треки 5, 7, 12)
- Ай'Ен — лірика, музика (трек 12), беквокал (треки 5, 7)
- earattack — лірика, музика, аранжування, всі інструменти, беквокал (трек 9)
- 깔로스 — лірика (трек 9)
- Versachoi[73] — музика (треки 1, 3, 11, 13), аранжування (треки 1, 3, 10, 11, 13), всі інструменти  (трек 1, 3, 10, 11, 13)
- HotSauce[74] — музика, аранжування, клавіатура, програмування на барабанах, комп'ютерне програмування, цифрове редагування (трек 2)
- ByHVN — музика, аранжування (трек 4)
- TELYKast — музика, аранжування, всі інструменти/ барабани/ клавіатура, комп'ютерне програмування (трек 5)
- Krysta Youngs[75] — лірика, музика, беквокал (трек 5)
- Millionboy — музика, аранжування, всі інструменти (трек 6)
- Hong Ji-sang[76] — музика, аранжування, електрогітара, баси, клавіатура, комп'ютерне програмування, беквокал, запис (трек 7)
- JINBYJIN — музика, аранжування, гра на гітарі/ фортепіано/ синтезаторі, комп'ютерне програмування, режисер вокалу (трек 8)
- Moa «Cazzi Opeia» Carlebecker — музика (трек 8)
- Gabriel Brandes — музика (трек 8)
- DaviDior — музика, аранжування, всі інструменти (трек 9)
- Armadillo — музика, аранжування, всі інструменти (трек 12)
- Gump — музика, аранжування, всі інструменти (трек 12)
- Kobee — музика, аранжування, гітара, барабани, комп'ютерне програмування (трек 14)
- Holy M — музика, аранжування, баси, синтезатор, комп'ютерне програмування (трек 14)
- Lee Kyung–won — цифрове редагування (треки 1, 2, 3, 5, 6, 8, 10, 13)
- Lee Hwa–shin — цифрове редагування (трек 4)
- Woo Min–jung — цифрове редагування (трек 11)
- Yura Jeong — цифрове редагування (треки 9, 12)
- Nickko Young — гітара (трек 10)
- Jung So–ri  정소리 — гітара (трек 12)
- Yi Sung–chan 이성찬 — баси (трек 12)
- Jeon Sang–min 전상민 — фортепіано (трек 12)
- Lee Sang–yeob — запис (треки 1, 2, 6, 9, 14)
- Gu Hye–jin — запис (треки 3, 4, 5, 7, 8, 12, 13)
- Sehee Um — запис (трек 6)
- Park Eun–jung — запис (треки 7, 9), зведення (трек 11)
- Hongjin Lim — запис (треки 2, 7), зведення (трек 10)
- Hyejin Choi — запис (трек 11), зведення (трек 12)
- Yoon Won–kwon — зведення (треки 1, 3)
- Tony Maserati — зведення (треки 2, 13)
- Shin Bong–won — зведення (трек 7)
- Lee Tae–Sub — зведення (трек 8, 9, 12, 14)
- MasterKey — зведення треки (треки 4, 6)
- Gu Jong Pil — зведення (трек 5)
- Kang Seo–yeon — інженер зведення (трек 5)
- David K. Younghyun — інженер зведення (треки 2, 13)
- Chris Gehringer — освоєння (трек 13)
- Kwon Nam–woo — освоєння (всі треки, крім 13)
- Will Quinnell — асистент із освоєння (трек 13)

## Чарти

### Тижневі чарти
| Чарти (2021)                                       | Найвища позиція |
| -------------------------------------------------- | --------------- |
| Австралія Australian Albums (ARIA)                 | 14              |
| Австрія Austrian Albums (Ö3 Austria)               | 30              |
| Бельгія Belgian Albums (Ultratop Flanders)         | 13              |
| Бельгія Belgian Albums (Ultratop Wallonia)         | 5               |
| Данія Danish Albums (Hitlisten)                    | 3               |
| Нідерланди Dutch Albums (MegaCharts)               | 18              |
| Фінляндія Finnish Albums (Suomen virallinen lista) | 5               |
| Німеччина German Albums (Offizielle Top 100)       | 64              |
| Угорщина Hungarian Albums (MAHASZ)                 | 6               |
| Японія Japanese Albums (Oricon)                    | 2               |
| Японія Japanese Hot Albums (Billboard Japan)       | 21              |
| Литва Lithuanian Albums (AGATA)                    | 22              |
| Норвегія Norwegian Albums (VG-lista)               | 27              |
| Польща Polish Albums (ZPAV)                        | 6               |
| Південна Корея South Korean Albums (Gaon)          | 1               |
| Іспанія Spanish Albums (PROMUSICAE)                | 67              |
| Швеція Swedish Physical Albums (Sverigetopplistan) | 5               |
| Швейцарія Swiss Albums (Schweizer Hitparade)       | 10              |
| Велика Британія UK Digital Albums (OCC)            | 26              |
| США US Heatseekers Albums (Billboard)              | 4               |
| США US Independent Albums (Billboard)              | 38              |
| США US Top Current Album Sales (Billboard)         | 69              |
| США US World Albums (Billboard)                    | 5               |

## Сертифікації та продажі
| Регіон                      | Сертифікація | Фізичні продажі |
| --------------------------- | ------------ | --------------- |
| Південна Корея              | —            | 1,272,822       |
| Японія                      | —            | 53,300          |
| Японія цифрові завантаження | —            | 869             |
| США                         | —            | 16,100          |

## Нагороди
| Композиція   | Музичне шоу         | Дата            | Примітки |
| ------------ | ------------------- | --------------- | -------- |
| «Thunderous» | Show Champion (MBC) | 1 вересня, 2021 | [ 104 ]  |
| «Thunderous» | M Countdown (Mnet)  | 2 вересня, 2021 | [ 105 ]  |
| «Thunderous» | Music Bank (KBS)    | 3 вересня, 2021 | [ 106 ]  |
| «Thunderous» | Inkigayo (SBS)      | 5 вересня, 2021 | [ 107 ]  |
| «Thunderous» | Show Champion (MBC) | 8 вересня, 2021 | [ 108 ]  |
| «Thunderous» | M Countdown (Mnet)  | 9 вересня, 2021 | [ 109 ]  |

## Історія реліза
| Регіон         | Дата           | Формат                    | Версія | Лейбл | Примітки |
| -------------- | -------------- | ------------------------- | --- | ----- | -------- |
| Світовий       | 23 серпня 2021 | Цифровий реліз • стрімінг | style="background: var(--background-color-interactive, #ececec); color: var(--color-base, #202122); vertical-align: middle; text-align: center; " class="table-na" \| Н/Д | JYP   | [ 110 ]  |
| Південна Корея | 23 серпня 2021 | CD                        | Стандарт | JYP   | [ 111 ]  |
| Південна Корея | 30 серпня 2021 | CD                        | Limited | JYP   | [ 112 ]  |
| Південна Корея | 30 серпня 2021 | CD                        | Jewel Case | JYP   | [ 113 ]  |

## Нотатки
1. ↑  3Racha стилізується як 3RACHA - мається на увазі, що всі учасники (Бан Чан, Чанбін, Хан) були задіяні
2. 1 2 3 4 5 6 7 8  Треки «CHEESE», «DOMINO», «씩 (SSICK)», «WOLFGANG» оригінально пишуться великими літерами.
3. 1 2 3 4 5 6 7  Unveil - дослівний переклад укр. — «розкрити», «урочисто відкривати», «оприлюднити». У випадку Stray Kids означає публікацію короткого відео, який розкриває частково тему майбутньої композиції.
4. 1 2 3 4  Тип (А, В, С) - для просування цього альбому Stray Kids використовували 3 різні візуальні концепти.
5. ↑  Раніше у червні Stray Kids посіли перше місце в шоу від Mnet, Kingdom: Legendary Wars. KINGDOMWEEK: NO+ - є одним із призів, які отримала група.
6. ↑  Chuimsae, або чуймсаї (хан. 추임새) - це форма викриків публіки в корейській традиційній музиці. Коли барабанщик gosu та публіка вигукує, наприклад, Jalhanda! або ж Eolsigu! (хан. «얼씨구, 잘한다» «Ага» і «Добре» на корейській. Чуймсаї робить виступ приємнішим, активнішим та яскравішим. У більшості випадків в західній музиці звук аудиторії вважається шумом, але у корейській є важливою. Чуймсаї є інтуїтивно зрозумілими і слухачі висловлюють свої почуття, враження та згоду під час прослуховування музики.
7. ↑  Топлайн – це вокальна партія з мелодією та лірикою, яка придумана та записана на уже готовий інструментал.
8. 1 2  OT(X) - від оригінального OTP, One True Pairing – дослівний переклад укр. «одна справжня пара», але тут у значенні «єдина істинна пара» використовується в контексті романтичних відносин чи дружби. У контексті К-Рор використовують ОТ(Х), де Х - це число учасників гурту, які виконують композицію, знімаються у телешоу і т.д. Або у випадку, коли один з учасників з якоїсь причини не виконував композицію, хоча у складі групи 8 осіб, версія такої пісні фанатами позначається, як ОТ7, а оригінальний склад зазначають як ОТ8
9. 1 2 3  Лімітна версія має теж саме внутрішнє наповнення, але має інше візуальне оформлення зовнішньої коробки, фотокниги та CD-R диску. Має деякі фото із фотокниг стандартних версій. Окрім цього має pop-up картку розміром 15 × 10 см (одна з восьми), набір фотокарток розміром 5,5 × 8,5 см.
10. 1 2 3  Стандартна версія у двох версіях відрізняється кольорами та різним фотонаповненням у фотокнигах, виглядом CD-R диску та виглядом зовнішньої коробки: зовнішня коробка розміром 16, 4 × 22,4 × 2,4 см; фотокнига розміром 15 × 21 см, вісімдесят чотири сторінки; книга з лірикою треків розміром 15 × 21 см, шістнадцять сторінок; CD-R диск; наліпка розміром 14 × 20 см (один з двох варіантів); складений плакат розміром 56 × 20 см (один з чотирьох варіантів; фото учасників у юнітах по двоє із фото Типу В); фотокартки розміром 5,5 × 8,5 см (дві з тридцяти двох; по чотири різні варіанти фото кожного з учасників); двостороння фотокартка розміром 5,5 × 8,5 см (одна із восьми, фото зроблені під час знімання SKZ Song Camp).
11. 1 2 3 4  JEWEL CASE ver. – має вісім різних версій (з кожним учасником на обкладинці), наповнення дещо відрізняється від стандартної та LIMITED ver. Зовнішня коробка для CD-R диска та фотокниги мають вісім версій (по одній з кожним учасником), розміром 14,4 × 12,5 см на двадцять сторінок, CD-R диск, наліпки загальним розміром 12 × 12 см, фотокартка розміром 5,5 × 8,5 см (одна із восьми). При попередньому замовлені можна додатково отримати плакат розміром 67,5 × 52,2 см (один із чотирьох з усіма учасниками), фотокартку розміром 5,5 × 8,5 см (одну із восьми, версія у рамці) та спеціальну міні фотокнигу розміром 7,5 × 10 см, шістнадцять сторінок (одна із двох).
12. ↑  При попередньому замовленні додатково можна отримати плакат розміром 67,5 × 52,2 см (один із чотирьох з усіма учасниками), фотокартка, розміром 5,5 × 8,5 см (одна з восьми, версія у рамці), спеціальна міні фотокнига розміром 7,5 × 10 см, шістнадцять сторінок (один з двох).